# Thorsten Müller (Journalist)
Thorsten Müller (* 29. Juli 1927 in Hamburg; † 21. November 1991) war ein deutscher Journalist.

## Leben

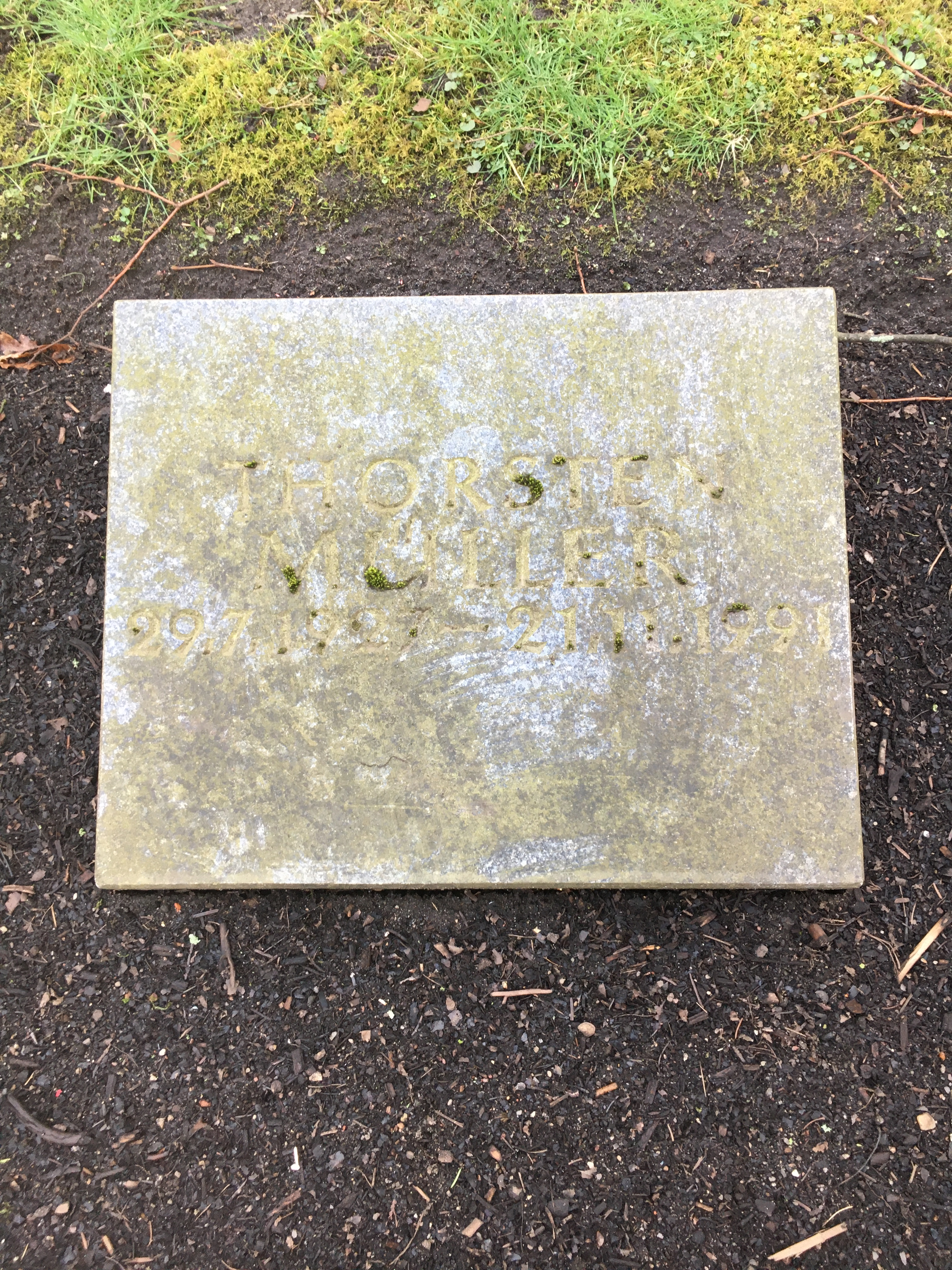
Grabstätte auf dem Friedhof Ohlsdorf

Im Alter von 14 Jahren wurde Thorsten Müller von der Schule verwiesen. Den Hintergrund hierfür bildete der Vorwurf, er sei unangepasst.
Müller hatte Kontakt zur Hamburger Swing-Jugend. Er zählte zum Kreis der Weißen Rose Hamburg.
Im Frühjahr 1943 wurde Müller gemeinsam mit Bruno Himpkamp und Gerd Spitzbart von der Gestapo verhaftet. Die Bombenangriffe im Juli/August 1943 auf Hamburg nutzte er zur Flucht aus der Haft. Anfang Dezember 1943 nahm man ihn erneut fest.
Gegen Müller wurde Anklage vor dem Volksgerichtshof erhoben. In der Verhandlung, die am 19. April 1945 stattfand, beantragte der Oberreichsanwalt zehn Jahre Zuchthaus für Thorsten Müller. Die Hauptverhandlung gegen ihn wurde ausgesetzt. Ende Mai 1945, nach dem Einmarsch der britischen Besatzungstruppen, konnte Müller die Untersuchungshaftanstalt Hamburg verlassen, in der er inhaftiert war.
Müller engagierte sich dafür, die Kenntnis über den Widerstand gegen den Nationalsozialismus zu bewahren. Er war Mitglied in der Weiße Rose Stiftung e. V. und gab als Zeitzeuge sein Wissen zum Nationalsozialismus weiter.
Seine letzte Ruhestätte erhielt Thorsten Müller auf dem Hamburger Friedhof Ohlsdorf. Sie liegt im Bereich des Ehrenfeldes der Geschwister-Scholl-Stiftung.

## Schriften
- Thorsten Müller: Jud bleibt Jud. Zum 70. Geburtstag des gleichnamigen Hamburger Buchhändlers. In: Die Zeit vom 7. März 1969, abgerufen am 14. Januar 2020.
- Thorsten Müller: Die Weiße Rose von Hamburg. Aus der 125jährigen Geschichte der Buchhandlung am Jungfernstieg. In: Die Zeit vom 12. September 1969, abgerufen am 14. Januar 2020.